# Пијаца Каленић
Пијаца Каленић је зелена пијаца у Београду. Налази се у општини Врачар у улици Максима Горког. Највећа и једна од најпознатијих београдских зелених пијаца, изграђена је 1926. године на Каленића гувну, једном од задужбина београдског добротвора и богаташа Влајка Каленића. Пијачне тезге налазе се на троугластом платоу између улица Његошеве и Максима Горког, а окружене су низом малих продавница, пекара и цвећара.

## Локација
Пијаца је стационирана на Каленића гувну у средишњем делу градске општине Врачар, улици Максима Горког, а њене тезге налазе се на троугластом платоу између улице Његошеве, Максима Горког и Вишке улице. До пијаце се градским превозом које обезбеђује ГСП Београд може стићи аутобуским линијама 25 и 26.
У непосредној близини пијаце налази се Градска управа Врачар, седиште Дирекције за грађевинско земљиште, изградњу Београда, Парк Војводе Бојовића и јавна гаража.

## Историјат
Крајем 19. века почека је изградња ненасељених делова Врачара, што је довело до нестанака врачарских винограда, башти и зелених површина. Развитком овог дела Београда, повећао се и његов број становника, па су капацитети пијаце Цветни трг били недовољни за подмирење потреба становништва. Као резултат тога, на Врачару су подигнуте пијаце Зелени венац, Јованова пијаца и Каленића гувно, касније познату као Каленић пијаца. Пијаца је изграђена 1926. године на Каленића гувну, земљишту које је београдски добротвор и богаташ Влајко Каленић завештао граду, 1907. године. Још 1890. године приликом одређивања грађевинског рејона, парцела на којој се налази данашња пијаца је остављена изван грађевинске зоне и предодређена да се на њој направи пијаца. Велики утицај на изградњу ове пијаце имало је и Друштво за уређење и улепшавање Крунског венца, које је уједно и финансирало пројекат изградње.
Трг је у овом крају, описаном као "горњи источни Врачар и Ново Селиште", на "великој пољани, званој 'Каленићево гувно'", пројектован 1920. Први продавци су се овде појавили 5. октобра 1922, и то тако што су их жандарми овде спровели са Цветног трга, тј. са тротоара у Студеничкој улици (Светозара Марковића). Али простор је био неуређен, тако да је продавцима још истог дана дозвољено да се врате у Студеничку, а у "комбинацију" је узета "она пољана у Баба-Вишњиној улици" која се могла уредити у привремени трг. Друга општинска амбуланта „за хитну помоћ” отворена је 29. јула 1925 на тадашњој адреси Кичевска 2 (данас Максима Горког). У том тренутку то је једина зидана кућица „на оном празном плацу на Каленића Гувну” одређеном за пијацу. На пољаници се налазило и неколико барака које су „преконоћ” подигли пиљари, како би имали предност када настане пијаца.
На карти из 1930-тих, трг је означен као Крунски венац, у њему се сустичу улице Трнска, Милешевска (Кичевска такође означена као Милешевска), Престолонаследника Петра (Максима Горког), Курсулина и Кнегиње Персиде (источни део Крунске). Каленићева је означена као дужа, до Мутапове, а Вишке нема.
Пијаца је званично отворена 1. новембра 1926. године и имала је 2.819 квадратних метара корисне површине са 44 продавнице, а до тога двадесет њих за продају месних производа, по две за продају рибе, млечних производа и хела, три продавнице за продају јаја и петнаест њих за продају воћа и поврћа. Пијачна управа формирана је 1933. године, када је пијаца проширена за велики број тезги. Каленић гувно је још тада словила за велики туристички потенцијал због добре и разноврсне понуде.
Током бомбардовања Београда 1941. године, Каленић пијаца је погођена и значајно оштећена.
Године 2000. објављена је монографија „Каленић пијаца“ од стране више аутора, а у књизи се налази описи пијаце у прошлости, урбанистичко архитектонски аспект, утисци пијаце у очима купаца и продаваца, као и записи уметника који су били наклоњени Каленићу. У монографији се истиче да је пијаца петком и викендом подмиривала потребе 120.000 људи, а да су велики део купаца били становници Палилуле, Старог града и осталих београдских општина. Купци су као негативне ставке Каленић пијаце истицали да на њој постоји велики број препродаваца и да хигијена није на завидном нивоу, а као позитивне ставке истицали су традицију, дух и културу пијаце.

Каленић пијаца је последња оаза здраве хране у загађеној и трулој Европи и последњи бастион здраве политичке мисли. Каленић пијаца је београдска агора где многи мудрац, осим што продаје сира, уме да реши и неки од горућих светских и унутрашњих проблема. — Момо Капор

## Пијаца данас
Пијаца Каленић данас је највећа београдска пијаца и представља једну од најпосећенијих пијаца у граду. Због свог положаја у непосредној близини центра Београда, близини других општина и понуди, ову пијацу осим становника Врачара посећују и многи други из других београдских општина. Својим капацитетима Каленић пијаца превазилази потребе општине Врачар и може да снабдева дупло већу општину, мада је њено даље ширење фактички немогуће.
По попису из 2016. године на Каленић пијаци роба се излагала на 839 тезги и 114 расхладних витрина у млечној хали, такође и у великом броју ободних радњи и локала.
Иако је по положају, значају и посећености Каленић пијаца једно од најзначајнијих места на Врачару, дуго времена је била запуштена, што се најбоље видело на објектима унутар пијаце, као и оним око ње. Новчаним средствима Града Београда 2016. године пијаца је реконструисана и изграђено је 58 нових локала дуж улица Максима Горког и Његошеве, све пијачне тезге на платоу замењене су са 492 нове, а постављено је и 23 бокса за цвеће. Капије пијаце које датирају са почетка 20. века су обновљене. Прва фаза реконструкције завршена је крајем 2017. године, када је постављено 28 нових локала дуж Његошеве улице, из које су уклоњена 23 нелегална објекта.
Пословни часопис из Велике Британије Фајненшал тајмс прогласио је Каленић пијацу за једну од најбољих на свету.